# 西努瓦科查山
10°18′26″S 77°14′28″W / 10.30722°S 77.24111°W
西努瓦科查山（Shinuacocha），是秘魯的山峰，位於該國北部安卡什大區，由聖米格爾德科潘基區和卡哈馬爾基利亞區負責管轄，屬於內格拉山脈的一部分，海拔高度4,800米。